# Ammophilomima pimolae
Ammophilomima pimolae là một loài ruồi trong họ Asilidae. Ammophilomima pimolae được Martin miêu tả năm 1975. Loài này phân bố ở miền Ấn Độ - Mã Lai.